# Sylvia Eichner
Sylvia Eichner (n. 6 iunie 1957, Dresda, RDG) este o înotătoare ce a reprezentat Republica Democrată Germană, medaliată olimpică. A participat la o ediție a Jocurilor Olimpice (1972) în care a câștigat o medalie de argint.